# Pellegrino Ascani
Pellegrino Ascani, né à une date inconnue à Carpi, dans la province de Modène, est un peintre italien actif au XVIIe siècle en Lombardie.

## Biographie
Pellegrino Ascani excellait dans la peinture de natures mortes de fruits et fleurs.